# Porco doméstico
O porco doméstico (nome científico: Sus scrofa domesticus), ou simplesmente porco, é um mamífero bunodonte não ruminante da família dos suidae, gênero Sus. A denominação para as fêmeas nulíparas é marrã e para as multíparas é matriz, para os porcos machos o castrado é chamado de rufião e o inteiro (não castrado) é o cachaço, já os filhotes (amamentando) a denominação é leitão/leitoa.
A espécie evoluiu a partir do javali selvagem, embora haja controvérsia quanto à subespécie exata de javali: há indícios de que descendem do Sus scrofa scrofa (Javali-europeu), que habita grandes regiões da Eurásia, e também quem acredite que sua origem é o Sus scrofa vitatus (Javali-malaio), que vive na Ásia e na bacia do Mar Mediterrâneo.

## Características

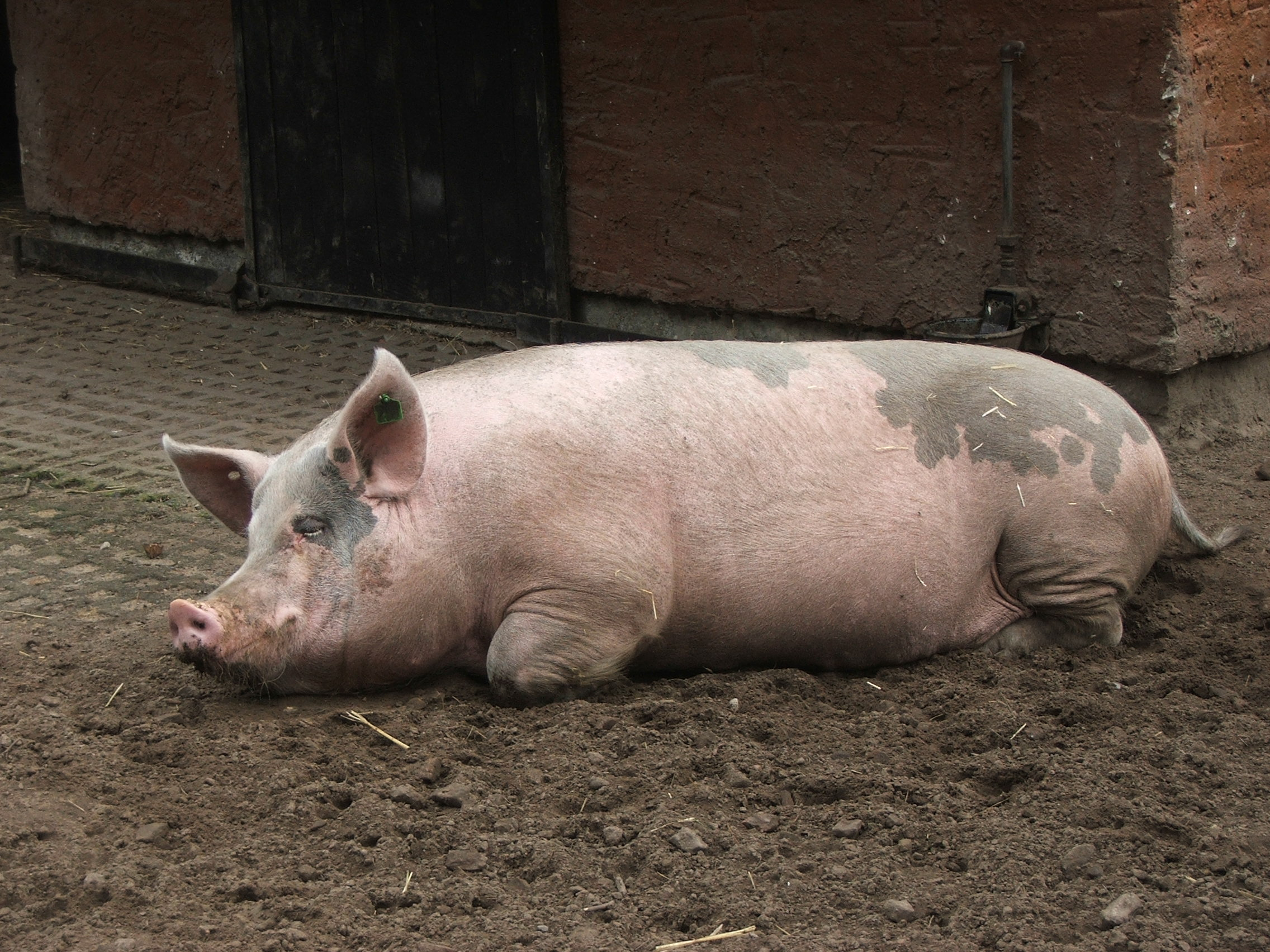
Porco doméstico

É um animal maciço, de patas curtas terminadas por quatro dedos completos munidos de cascos. Sua cabeça tem perfil triangular e tem um focinho cartilaginoso. A dentadura, de tipo primitivo (44 dentes permanentes) apresenta caninos fossadores revirados e incisivos inferiores alongados (em forma de pá).  Sua pele, de pelagem espaçada e cor geralmente rosada, recobre uma espessa camada de toucinho.
Os porcos são animais omnívoros. Digerem bem todos os alimentos, exceto os celulósicos. Embora o consumo de sua carne seja proibido por algumas das principais religiões (como o Islamismo e o Judaísmo), a carne suína é a mais consumida no mundo (responde por 44% do mercado de carnes), sendo considerada saborosa por gastrônomos.

## Evolução

### Filogenia
Os porcos domésticos estão relacionados a outras espécies de suínos, conforme mostrado no cladograma, com base na análise filogenética usando ADN mitocondrial.

|  | Porco-vermelho-africano |
|  |                         |
|  | Javali-africano         |
|  |                         |

|  | Javali-barbado |
|  |                |
|  | Javali-de-Java |
|  |                |

| Javali          |                                                                        |
|                 |                                                                        |
| Porco doméstico | \| \| Porco leste asiático \| \| \| \| \| \| Porco europeu \| \| \| \| |
|                 | \| \| Porco leste asiático \| \| \| \| \| \| Porco europeu \| \| \| \| |
|                 | Porco leste asiático                                                   |
|                 |                                                                        |
|                 | Porco europeu                                                          |
|                 |                                                                        |

|  | Porco leste asiático |
|  |                      |
|  | Porco europeu        |
|  |                      |

|  | Javali-barbado |
|  |                |
|  | Javali-de-Java |
|  |                |

| Javali          |                                                                        |
|                 |                                                                        |
| Porco doméstico | \| \| Porco leste asiático \| \| \| \| \| \| Porco europeu \| \| \| \| |
|                 | \| \| Porco leste asiático \| \| \| \| \| \| Porco europeu \| \| \| \| |
|                 | Porco leste asiático                                                   |
|                 |                                                                        |
|                 | Porco europeu                                                          |
|                 |                                                                        |

|  | Porco leste asiático |
|  |                      |
|  | Porco europeu        |
|  |                      |

|  | Javali-barbado |
|  |                |
|  | Javali-de-Java |
|  |                |

| Javali          |                                                                        |
|                 |                                                                        |
| Porco doméstico | \| \| Porco leste asiático \| \| \| \| \| \| Porco europeu \| \| \| \| |
|                 | \| \| Porco leste asiático \| \| \| \| \| \| Porco europeu \| \| \| \| |
|                 | Porco leste asiático                                                   |
|                 |                                                                        |
|                 | Porco europeu                                                          |
|                 |                                                                        |

|  | Porco leste asiático |
|  |                      |
|  | Porco europeu        |
|  |                      |

|  | Javali-barbado |
|  |                |
|  | Javali-de-Java |
|  |                |

| Javali          |                                                                        |
|                 |                                                                        |
| Porco doméstico | \| \| Porco leste asiático \| \| \| \| \| \| Porco europeu \| \| \| \| |
|                 | \| \| Porco leste asiático \| \| \| \| \| \| Porco europeu \| \| \| \| |
|                 | Porco leste asiático                                                   |
|                 |                                                                        |
|                 | Porco europeu                                                          |
|                 |                                                                        |

|  | Porco leste asiático |
|  |                      |
|  | Porco europeu        |
|  |                      |

|  | Javali-barbado |
|  |                |
|  | Javali-de-Java |
|  |                |

| Javali          |                                                                        |
|                 |                                                                        |
| Porco doméstico | \| \| Porco leste asiático \| \| \| \| \| \| Porco europeu \| \| \| \| |
|                 | \| \| Porco leste asiático \| \| \| \| \| \| Porco europeu \| \| \| \| |
|                 | Porco leste asiático                                                   |
|                 |                                                                        |
|                 | Porco europeu                                                          |
|                 |                                                                        |

|  | Porco leste asiático |
|  |                      |
|  | Porco europeu        |
|  |                      |

|  | Javali-barbado |
|  |                |
|  | Javali-de-Java |
|  |                |

| Javali          |                                                                        |
|                 |                                                                        |
| Porco doméstico | \| \| Porco leste asiático \| \| \| \| \| \| Porco europeu \| \| \| \| |
|                 | \| \| Porco leste asiático \| \| \| \| \| \| Porco europeu \| \| \| \| |
|                 | Porco leste asiático                                                   |
|                 |                                                                        |
|                 | Porco europeu                                                          |
|                 |                                                                        |

|  | Porco leste asiático |
|  |                      |
|  | Porco europeu        |
|  |                      |

|  | Javali-barbado |
|  |                |
|  | Javali-de-Java |
|  |                |

| Javali          |                                                                        |
|                 |                                                                        |
| Porco doméstico | \| \| Porco leste asiático \| \| \| \| \| \| Porco europeu \| \| \| \| |
|                 | \| \| Porco leste asiático \| \| \| \| \| \| Porco europeu \| \| \| \| |
|                 | Porco leste asiático                                                   |
|                 |                                                                        |
|                 | Porco europeu                                                          |
|                 |                                                                        |

|  | Porco leste asiático |
|  |                      |
|  | Porco europeu        |
|  |                      |

|  | Javali-barbado |
|  |                |
|  | Javali-de-Java |
|  |                |

| Javali          |                                                                        |
|                 |                                                                        |
| Porco doméstico | \| \| Porco leste asiático \| \| \| \| \| \| Porco europeu \| \| \| \| |
|                 | \| \| Porco leste asiático \| \| \| \| \| \| Porco europeu \| \| \| \| |
|                 | Porco leste asiático                                                   |
|                 |                                                                        |
|                 | Porco europeu                                                          |
|                 |                                                                        |

|  | Porco leste asiático |
|  |                      |
|  | Porco europeu        |
|  |                      |

|  | Porco-vermelho-africano |
|  |                         |
|  | Javali-africano         |
|  |                         |

|  | Javali-barbado |
|  |                |
|  | Javali-de-Java |
|  |                |

| Javali          |                                                                        |
|                 |                                                                        |
| Porco doméstico | \| \| Porco leste asiático \| \| \| \| \| \| Porco europeu \| \| \| \| |
|                 | \| \| Porco leste asiático \| \| \| \| \| \| Porco europeu \| \| \| \| |
|                 | Porco leste asiático                                                   |
|                 |                                                                        |
|                 | Porco europeu                                                          |
|                 |                                                                        |

|  | Porco leste asiático |
|  |                      |
|  | Porco europeu        |
|  |                      |

|  | Javali-barbado |
|  |                |
|  | Javali-de-Java |
|  |                |

| Javali          |                                                                        |
|                 |                                                                        |
| Porco doméstico | \| \| Porco leste asiático \| \| \| \| \| \| Porco europeu \| \| \| \| |
|                 | \| \| Porco leste asiático \| \| \| \| \| \| Porco europeu \| \| \| \| |
|                 | Porco leste asiático                                                   |
|                 |                                                                        |
|                 | Porco europeu                                                          |
|                 |                                                                        |

|  | Porco leste asiático |
|  |                      |
|  | Porco europeu        |
|  |                      |

|  | Javali-barbado |
|  |                |
|  | Javali-de-Java |
|  |                |

| Javali          |                                                                        |
|                 |                                                                        |
| Porco doméstico | \| \| Porco leste asiático \| \| \| \| \| \| Porco europeu \| \| \| \| |
|                 | \| \| Porco leste asiático \| \| \| \| \| \| Porco europeu \| \| \| \| |
|                 | Porco leste asiático                                                   |
|                 |                                                                        |
|                 | Porco europeu                                                          |
|                 |                                                                        |

|  | Porco leste asiático |
|  |                      |
|  | Porco europeu        |
|  |                      |

|  | Javali-barbado |
|  |                |
|  | Javali-de-Java |
|  |                |

| Javali          |                                                                        |
|                 |                                                                        |
| Porco doméstico | \| \| Porco leste asiático \| \| \| \| \| \| Porco europeu \| \| \| \| |
|                 | \| \| Porco leste asiático \| \| \| \| \| \| Porco europeu \| \| \| \| |
|                 | Porco leste asiático                                                   |
|                 |                                                                        |
|                 | Porco europeu                                                          |
|                 |                                                                        |

|  | Porco leste asiático |
|  |                      |
|  | Porco europeu        |
|  |                      |

|  | Javali-barbado |
|  |                |
|  | Javali-de-Java |
|  |                |

| Javali          |                                                                        |
|                 |                                                                        |
| Porco doméstico | \| \| Porco leste asiático \| \| \| \| \| \| Porco europeu \| \| \| \| |
|                 | \| \| Porco leste asiático \| \| \| \| \| \| Porco europeu \| \| \| \| |
|                 | Porco leste asiático                                                   |
|                 |                                                                        |
|                 | Porco europeu                                                          |
|                 |                                                                        |

|  | Porco leste asiático |
|  |                      |
|  | Porco europeu        |
|  |                      |

|  | Javali-barbado |
|  |                |
|  | Javali-de-Java |
|  |                |

| Javali          |                                                                        |
|                 |                                                                        |
| Porco doméstico | \| \| Porco leste asiático \| \| \| \| \| \| Porco europeu \| \| \| \| |
|                 | \| \| Porco leste asiático \| \| \| \| \| \| Porco europeu \| \| \| \| |
|                 | Porco leste asiático                                                   |
|                 |                                                                        |
|                 | Porco europeu                                                          |
|                 |                                                                        |

|  | Porco leste asiático |
|  |                      |
|  | Porco europeu        |
|  |                      |

|  | Javali-barbado |
|  |                |
|  | Javali-de-Java |
|  |                |

| Javali          |                                                                        |
|                 |                                                                        |
| Porco doméstico | \| \| Porco leste asiático \| \| \| \| \| \| Porco europeu \| \| \| \| |
|                 | \| \| Porco leste asiático \| \| \| \| \| \| Porco europeu \| \| \| \| |
|                 | Porco leste asiático                                                   |
|                 |                                                                        |
|                 | Porco europeu                                                          |
|                 |                                                                        |

|  | Porco leste asiático |
|  |                      |
|  | Porco europeu        |
|  |                      |

|  | Javali-barbado |
|  |                |
|  | Javali-de-Java |
|  |                |

| Javali          |                                                                        |
|                 |                                                                        |
| Porco doméstico | \| \| Porco leste asiático \| \| \| \| \| \| Porco europeu \| \| \| \| |
|                 | \| \| Porco leste asiático \| \| \| \| \| \| Porco europeu \| \| \| \| |
|                 | Porco leste asiático                                                   |
|                 |                                                                        |
|                 | Porco europeu                                                          |
|                 |                                                                        |

|  | Porco leste asiático |
|  |                      |
|  | Porco europeu        |
|  |                      |

|  | Porco-vermelho-africano |
|  |                         |
|  | Javali-africano         |
|  |                         |

|  | Javali-barbado |
|  |                |
|  | Javali-de-Java |
|  |                |

| Javali          |                                                                        |
|                 |                                                                        |
| Porco doméstico | \| \| Porco leste asiático \| \| \| \| \| \| Porco europeu \| \| \| \| |
|                 | \| \| Porco leste asiático \| \| \| \| \| \| Porco europeu \| \| \| \| |
|                 | Porco leste asiático                                                   |
|                 |                                                                        |
|                 | Porco europeu                                                          |
|                 |                                                                        |

|  | Porco leste asiático |
|  |                      |
|  | Porco europeu        |
|  |                      |

|  | Javali-barbado |
|  |                |
|  | Javali-de-Java |
|  |                |

| Javali          |                                                                        |
|                 |                                                                        |
| Porco doméstico | \| \| Porco leste asiático \| \| \| \| \| \| Porco europeu \| \| \| \| |
|                 | \| \| Porco leste asiático \| \| \| \| \| \| Porco europeu \| \| \| \| |
|                 | Porco leste asiático                                                   |
|                 |                                                                        |
|                 | Porco europeu                                                          |
|                 |                                                                        |

|  | Porco leste asiático |
|  |                      |
|  | Porco europeu        |
|  |                      |

|  | Javali-barbado |
|  |                |
|  | Javali-de-Java |
|  |                |

| Javali          |                                                                        |
|                 |                                                                        |
| Porco doméstico | \| \| Porco leste asiático \| \| \| \| \| \| Porco europeu \| \| \| \| |
|                 | \| \| Porco leste asiático \| \| \| \| \| \| Porco europeu \| \| \| \| |
|                 | Porco leste asiático                                                   |
|                 |                                                                        |
|                 | Porco europeu                                                          |
|                 |                                                                        |

|  | Porco leste asiático |
|  |                      |
|  | Porco europeu        |
|  |                      |

|  | Javali-barbado |
|  |                |
|  | Javali-de-Java |
|  |                |

| Javali          |                                                                        |
|                 |                                                                        |
| Porco doméstico | \| \| Porco leste asiático \| \| \| \| \| \| Porco europeu \| \| \| \| |
|                 | \| \| Porco leste asiático \| \| \| \| \| \| Porco europeu \| \| \| \| |
|                 | Porco leste asiático                                                   |
|                 |                                                                        |
|                 | Porco europeu                                                          |
|                 |                                                                        |

|  | Porco leste asiático |
|  |                      |
|  | Porco europeu        |
|  |                      |

|  | Javali-barbado |
|  |                |
|  | Javali-de-Java |
|  |                |

| Javali          |                                                                        |
|                 |                                                                        |
| Porco doméstico | \| \| Porco leste asiático \| \| \| \| \| \| Porco europeu \| \| \| \| |
|                 | \| \| Porco leste asiático \| \| \| \| \| \| Porco europeu \| \| \| \| |
|                 | Porco leste asiático                                                   |
|                 |                                                                        |
|                 | Porco europeu                                                          |
|                 |                                                                        |

|  | Porco leste asiático |
|  |                      |
|  | Porco europeu        |
|  |                      |

|  | Javali-barbado |
|  |                |
|  | Javali-de-Java |
|  |                |

| Javali          |                                                                        |
|                 |                                                                        |
| Porco doméstico | \| \| Porco leste asiático \| \| \| \| \| \| Porco europeu \| \| \| \| |
|                 | \| \| Porco leste asiático \| \| \| \| \| \| Porco europeu \| \| \| \| |
|                 | Porco leste asiático                                                   |
|                 |                                                                        |
|                 | Porco europeu                                                          |
|                 |                                                                        |

|  | Porco leste asiático |
|  |                      |
|  | Porco europeu        |
|  |                      |

|  | Javali-barbado |
|  |                |
|  | Javali-de-Java |
|  |                |

| Javali          |                                                                        |
|                 |                                                                        |
| Porco doméstico | \| \| Porco leste asiático \| \| \| \| \| \| Porco europeu \| \| \| \| |
|                 | \| \| Porco leste asiático \| \| \| \| \| \| Porco europeu \| \| \| \| |
|                 | Porco leste asiático                                                   |
|                 |                                                                        |
|                 | Porco europeu                                                          |
|                 |                                                                        |

|  | Porco leste asiático |
|  |                      |
|  | Porco europeu        |
|  |                      |

|  | Javali-barbado |
|  |                |
|  | Javali-de-Java |
|  |                |

| Javali          |                                                                        |
|                 |                                                                        |
| Porco doméstico | \| \| Porco leste asiático \| \| \| \| \| \| Porco europeu \| \| \| \| |
|                 | \| \| Porco leste asiático \| \| \| \| \| \| Porco europeu \| \| \| \| |
|                 | Porco leste asiático                                                   |
|                 |                                                                        |
|                 | Porco europeu                                                          |
|                 |                                                                        |

|  | Porco leste asiático |
|  |                      |
|  | Porco europeu        |
|  |                      |

|  | Porco-vermelho-africano |
|  |                         |
|  | Javali-africano         |
|  |                         |

|  | Javali-barbado |
|  |                |
|  | Javali-de-Java |
|  |                |

| Javali          |                                                                        |
|                 |                                                                        |
| Porco doméstico | \| \| Porco leste asiático \| \| \| \| \| \| Porco europeu \| \| \| \| |
|                 | \| \| Porco leste asiático \| \| \| \| \| \| Porco europeu \| \| \| \| |
|                 | Porco leste asiático                                                   |
|                 |                                                                        |
|                 | Porco europeu                                                          |
|                 |                                                                        |

|  | Porco leste asiático |
|  |                      |
|  | Porco europeu        |
|  |                      |

|  | Javali-barbado |
|  |                |
|  | Javali-de-Java |
|  |                |

| Javali          |                                                                        |
|                 |                                                                        |
| Porco doméstico | \| \| Porco leste asiático \| \| \| \| \| \| Porco europeu \| \| \| \| |
|                 | \| \| Porco leste asiático \| \| \| \| \| \| Porco europeu \| \| \| \| |
|                 | Porco leste asiático                                                   |
|                 |                                                                        |
|                 | Porco europeu                                                          |
|                 |                                                                        |

|  | Porco leste asiático |
|  |                      |
|  | Porco europeu        |
|  |                      |

|  | Javali-barbado |
|  |                |
|  | Javali-de-Java |
|  |                |

| Javali          |                                                                        |
|                 |                                                                        |
| Porco doméstico | \| \| Porco leste asiático \| \| \| \| \| \| Porco europeu \| \| \| \| |
|                 | \| \| Porco leste asiático \| \| \| \| \| \| Porco europeu \| \| \| \| |
|                 | Porco leste asiático                                                   |
|                 |                                                                        |
|                 | Porco europeu                                                          |
|                 |                                                                        |

|  | Porco leste asiático |
|  |                      |
|  | Porco europeu        |
|  |                      |

|  | Javali-barbado |
|  |                |
|  | Javali-de-Java |
|  |                |

| Javali          |                                                                        |
|                 |                                                                        |
| Porco doméstico | \| \| Porco leste asiático \| \| \| \| \| \| Porco europeu \| \| \| \| |
|                 | \| \| Porco leste asiático \| \| \| \| \| \| Porco europeu \| \| \| \| |
|                 | Porco leste asiático                                                   |
|                 |                                                                        |
|                 | Porco europeu                                                          |
|                 |                                                                        |

|  | Porco leste asiático |
|  |                      |
|  | Porco europeu        |
|  |                      |

|  | Javali-barbado |
|  |                |
|  | Javali-de-Java |
|  |                |

| Javali          |                                                                        |
|                 |                                                                        |
| Porco doméstico | \| \| Porco leste asiático \| \| \| \| \| \| Porco europeu \| \| \| \| |
|                 | \| \| Porco leste asiático \| \| \| \| \| \| Porco europeu \| \| \| \| |
|                 | Porco leste asiático                                                   |
|                 |                                                                        |
|                 | Porco europeu                                                          |
|                 |                                                                        |

|  | Porco leste asiático |
|  |                      |
|  | Porco europeu        |
|  |                      |

|  | Javali-barbado |
|  |                |
|  | Javali-de-Java |
|  |                |

| Javali          |                                                                        |
|                 |                                                                        |
| Porco doméstico | \| \| Porco leste asiático \| \| \| \| \| \| Porco europeu \| \| \| \| |
|                 | \| \| Porco leste asiático \| \| \| \| \| \| Porco europeu \| \| \| \| |
|                 | Porco leste asiático                                                   |
|                 |                                                                        |
|                 | Porco europeu                                                          |
|                 |                                                                        |

|  | Porco leste asiático |
|  |                      |
|  | Porco europeu        |
|  |                      |

|  | Javali-barbado |
|  |                |
|  | Javali-de-Java |
|  |                |

| Javali          |                                                                        |
|                 |                                                                        |
| Porco doméstico | \| \| Porco leste asiático \| \| \| \| \| \| Porco europeu \| \| \| \| |
|                 | \| \| Porco leste asiático \| \| \| \| \| \| Porco europeu \| \| \| \| |
|                 | Porco leste asiático                                                   |
|                 |                                                                        |
|                 | Porco europeu                                                          |
|                 |                                                                        |

|  | Porco leste asiático |
|  |                      |
|  | Porco europeu        |
|  |                      |

|  | Javali-barbado |
|  |                |
|  | Javali-de-Java |
|  |                |

| Javali          |                                                                        |
|                 |                                                                        |
| Porco doméstico | \| \| Porco leste asiático \| \| \| \| \| \| Porco europeu \| \| \| \| |
|                 | \| \| Porco leste asiático \| \| \| \| \| \| Porco europeu \| \| \| \| |
|                 | Porco leste asiático                                                   |
|                 |                                                                        |
|                 | Porco europeu                                                          |
|                 |                                                                        |

|  | Porco leste asiático |
|  |                      |
|  | Porco europeu        |
|  |                      |

### Taxonomia
O porco é frequentemente considerado uma subespécie do javali, que recebeu o nome de Sus scrofa por Carl Linnaeus em 1758; depois disso, o nome científico do porco é Sus scrofa domesticus. Entretanto, em 1777, Johann Christian Polycarp Erxleben classificou o porco como uma espécie separada do javali. Ele lhe deu o nome Sus domesticus, ainda usado por alguns taxonomistas. A American Society of Mammalogists o considera uma espécie separada.

## Reprodução
Os porcos fêmeas atingem a maturidade sexual aos 3–12 meses de idade e entram em cio ou estro a cada 18–24 dias se não forem fecundadas com sucesso. O período de gestação é de 112 a 120 dias. O estro dura de dois a três dias, e o período de receptividade da fêmea é chamada de standing heat. O standing heat é uma resposta reflexiva que é estimulada quando a fêmea está em contato com a saliva de um porco macho sexualmente maduro. O androstanol é um dos feromônios produzidos nas glândulas salivares submaxilares de machos que desencadearão a resposta da fêmea. O colo do útero feminino contém uma série de cinco almofadas interdigitantes, ou dobras, que seguram o pênis em forma de saca-rolhas durante a cópula. As fêmeas têm úteros bicornados e dois conceptos devem estar presentes em ambos os cornos uterinos para que a gravidez seja estabelecida. O reconhecimento materno da gravidez em porcos ocorre do 11º ao 12º dia da gravidez.

## Origem

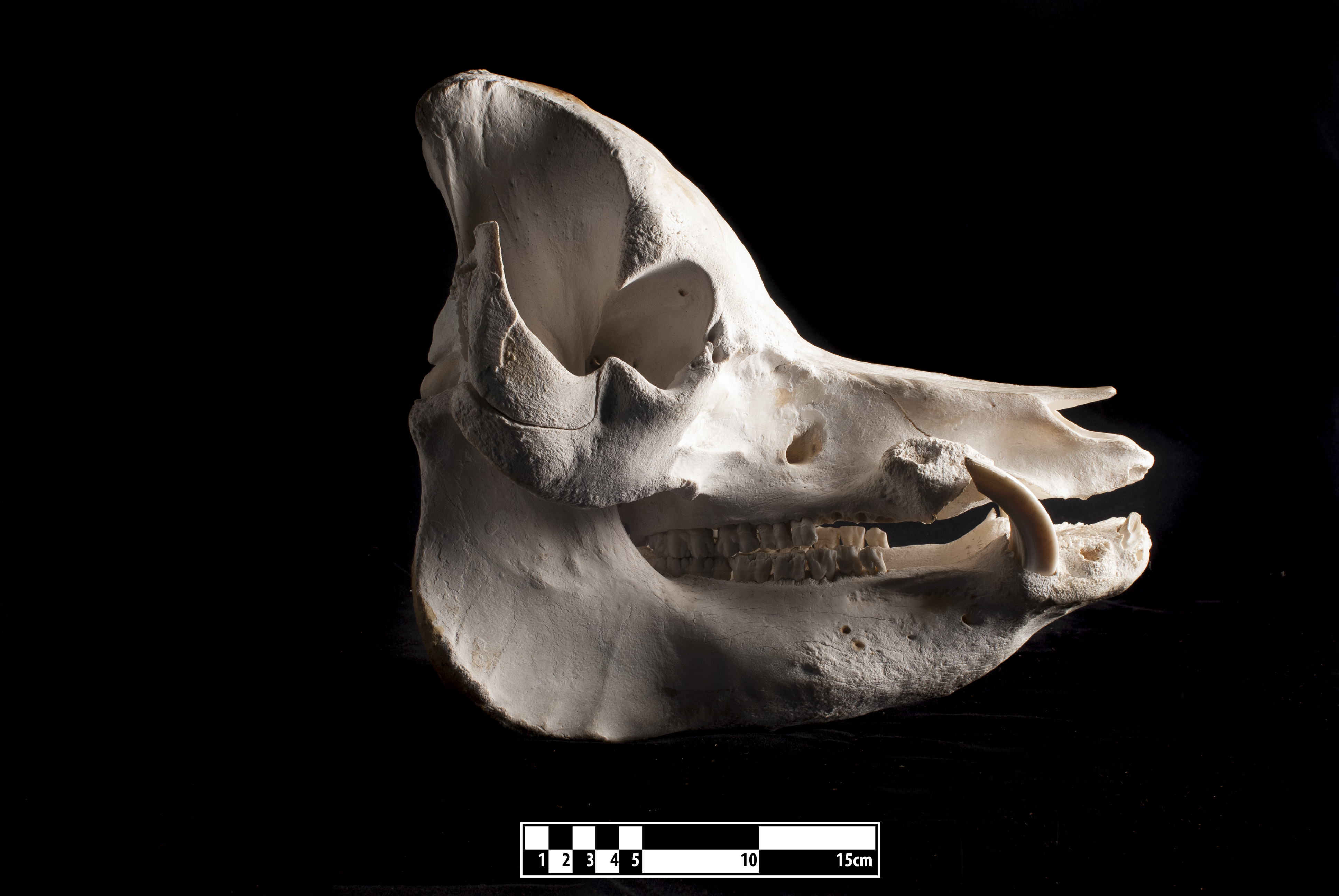
Crânio de suíno

Os suínos, únicos artiodáctilos monogástricos domésticos, apareceram na terra há mais de 40 milhões de anos.

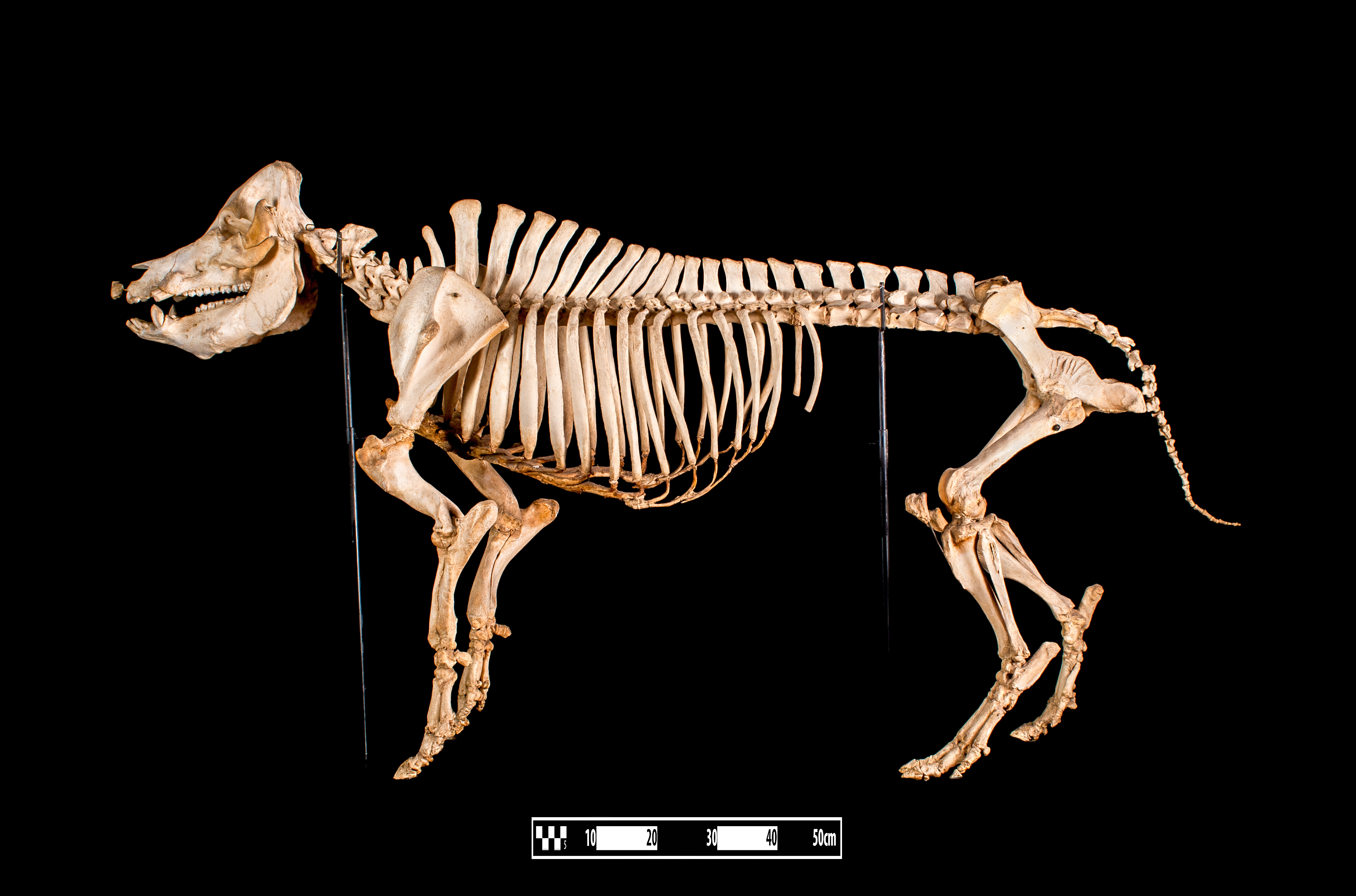
Esqueleto de suíno

Sua domesticação, que antes se creditava aos chineses, foi observada há 10 000 anos atrás, conforme recente pesquisa do arqueólogo americano M. Rosemberg, que descobriu que os primeiros homens de aldeias fixas, tinham como principal fonte de alimento os suínos, e não cereais como a cevada e o trigo.
Também foi na antiguidade que se originaram as primeiras polêmicas que cercam o consumo da carne suína. Moisés, o legislador dos hebreus, proibiu o consumo da carne de porco para seu povo, para evitar verminoses comuns, como a solitária, da qual era vítima o povo judeu.
Durante o Império Romano, houve grandes criações e era apreciado sua carne em festas da Grande Roma e também pelo povo. Carlos Magno prescrevia para seus soldados o consumo da carne de suíno. Nesta época foram editadas as leis sálica e borgonhesa, que puniam com severidade os ladrões e matadores de porcos.
Na idade média o consumo da carne suína era grande, passando a ser símbolo de gula, volúpia e luxúria.
Os suínos chegaram ao continente americano na segunda viagem de Colombo, que os trouxe em 1494 e soltou-os na selva. Em 1499, já eram numerosos e prejudicavam muito as plantações em todo o continente. Os descendentes desses porcos chegaram a povoar grande parte da América do Norte. Também chegaram até o Equador, Peru, Colômbia e Venezuela.
Outro episódio que comprova a excelente adaptação de porcos a ambientes selvagens americanos ocorreu após a Guerra do Paraguai: após a destruição das fazendas paraguaias por soldados, os porcos foram soltos no campo. Até hoje, a região central do Brasil tem javalis descendentes destes porcos. O abate e a caça a javalis são permitidas pela legislação ambiental brasileira, pois não se trata de uma espécie nativa - e muitas vezes é causadora de problemas ecológicos com a fauna local, em especial no Pantanal.

## Suinocultura no Brasil

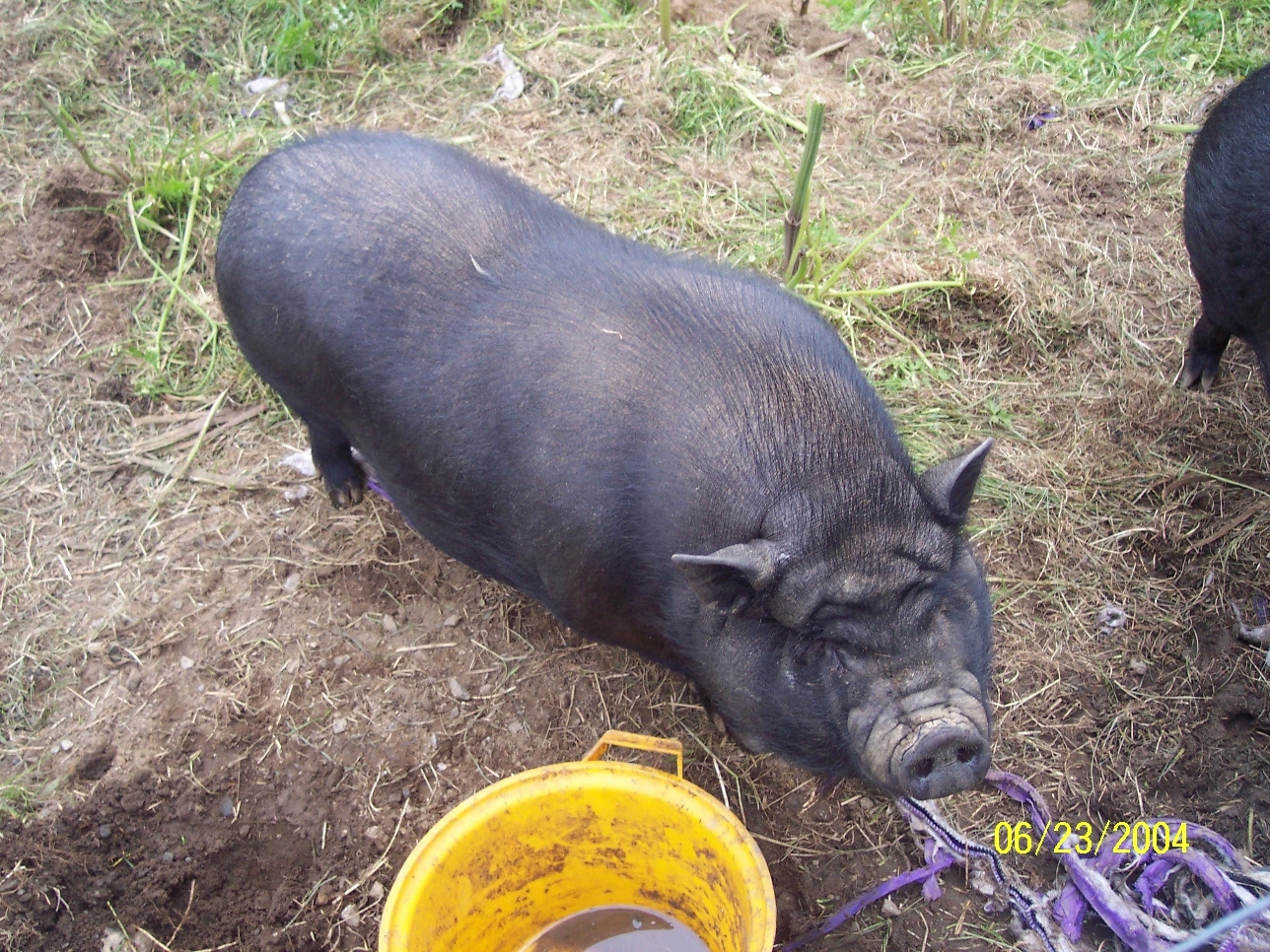
Porco da raça Vietnamita

No mundo, os suínos respondem por 44% do consumo de carnes (carne bovina, 29%; aves, 23%; outras carnes, 4%). No Brasil, a carne bovina representa 52% do consumo total; a carne de frango, 34%, e a suína, apenas 15%.
Os porcos foram trazidos ao Brasil por Martim Afonso de Sousa em 1532. No início, os porcos brasileiros eram provenientes de cruzamentos entre as raças portuguesas, e não havia preocupação alguma com a seleção de matrizes. Com o tempo, criadores brasileiros passaram a desenvolver raças próprias. Uma das melhores raças desenvolvidas no Brasil é o Piau. É branco-creme com manchas pretas, pesa 68 kg aos seis meses, e 160 com 1 ano. Capado e velho, pesa mais de 300 kg. Destina-se à produção de carne e toucinho. O Canastrão descende da raça portuguesa Bísara, embora produza mais toucinho e cresça mais devagar. Outras raças desenvolvidas no Brasil incluem o Canastra, o Sorocaba, o Tatu e o Carunchinho.
Nos últimos anos, com a popularização das técnicas de melhoramento genético, o plantel brasileiro se profissionalizou. Também contribuiu a importação de animais das raças Berkshire, Tamworth e LargeBlack, da Inglaterra, e posteriormente das raças Duroc e Poland China. A partir da Década de 1930 chegaram as raças Wessex e Hampshire, e depois o Landrace e o Large White.
O Brasil é o quarto maior exportador mundial de carne suína, tendo exportado 60 mil toneladas em 2002. Seus maiores clientes são a Rússia, a Argentina e a África do Sul. Em 2004, o mercado encontrava-se em uma crise de abastecimento, com a demanda subindo e o plantel diminuindo. A causa da crise foi o desabastecimento de ração animal, proveniente do milho, e a falta de planejamento do setor. Ainda assim, espera-se que a exportação anual de suínos chegue a 250 mil toneladas até 2006.

## Raças
Algumas das raças de porco mais conhecidas.

### Raças Estadunidenses
- Duroc
- Hampshire

### Raças Portuguesas
- Alentejana
- Bísara
- Malhado de Alcobaça

### Porco Celta
Animais de tamanho grande, dolicocéfalos e de perfil frontonasal de sub-côncavo a recto, eumétricos e longilíneos. No seu conjunto são rústicos e harmoniosos. O grande desenvolvimento do seu esqueleto, sobretudo do terço anterior, e a largura dos seus membros demonstram a sua aptidão para a marcha. O tronco Celta procederia do cruzamento Sus scrofa ferus com o subgénero Striatosus, que se estendeu por distintos países da Europa, dando lugar a distintos agrupamentos célticas. A sua grande rusticidade permite-lhe uma perfeita adaptação aos bosques autóctones galegos, onde pasta e aproveita os recursos naturais sazonais como castanhas e bolotas. Tudo isto faz com que sejam animais com grandes possibilidades para a sua exploração em regime extensivo-semi-extensivo, dos quais se obtêm produtos de alta qualidade e que ajudam à manutenção e controlo da biomassa vegetal, para além de embelezar o conjunto paisagístico.

### Porco do Vietname
Os porcos do Vietname, porcos asiáticos ou porcos-barrigudos, como também são denominados, são uma variedade de porcos domésticos com origem no Vietname. São consideravelmente menores do que as outras raças americanas e europeias, mas possuem corpos pesados chegando a atingir, sem dificuldade, os 90 kg. Esta raça pode ser facilmente distinta das outras pela sua pequena estatura e grande barriga. A maioria apresenta uma cor negra. Estes pequenos porcos são muitas vezes criados como animais de estimação, devido à sua inteligência e facilidade de treino.

## Galeria

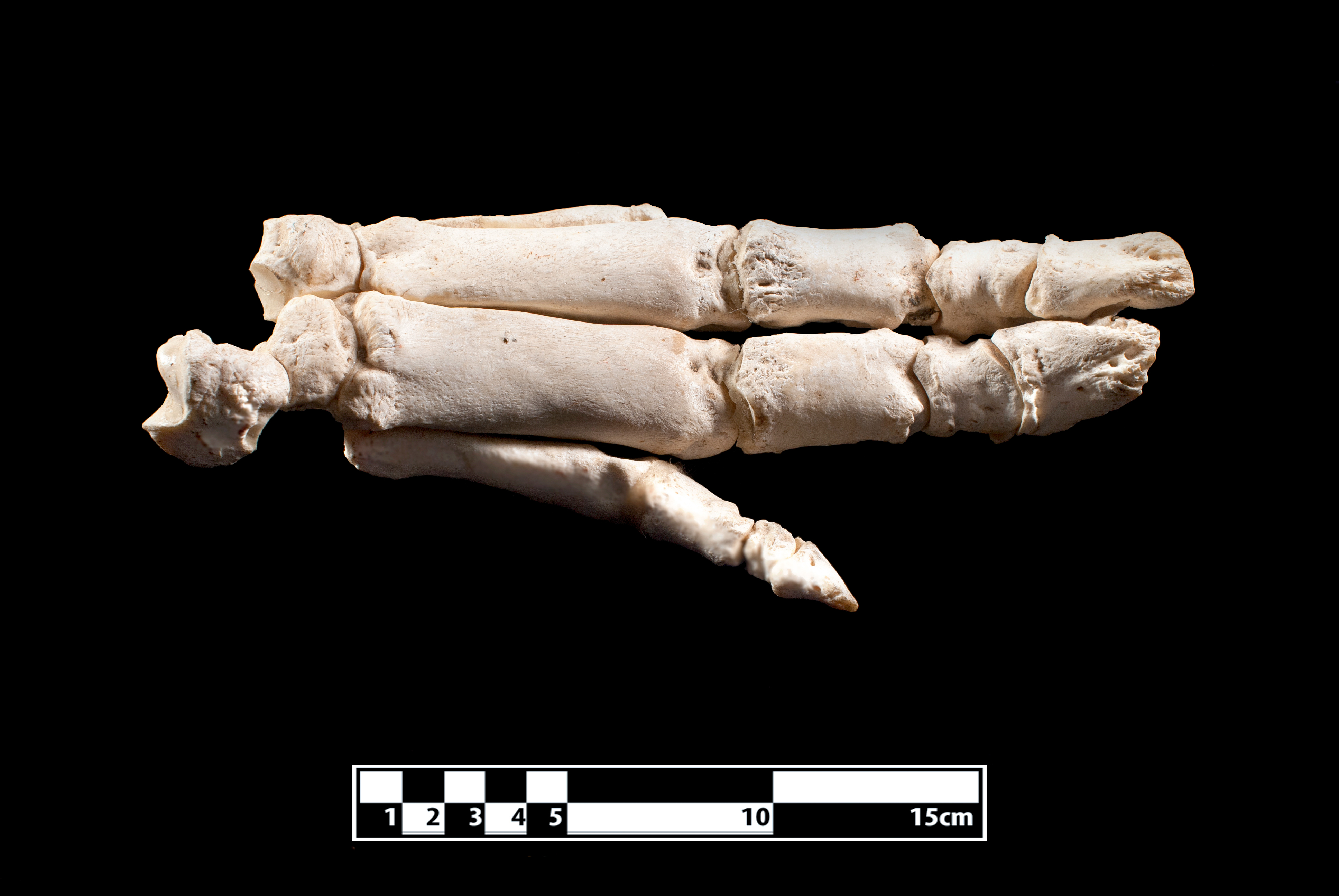
Esqueleto de mão de porco. Em exposição no MAV/USP.
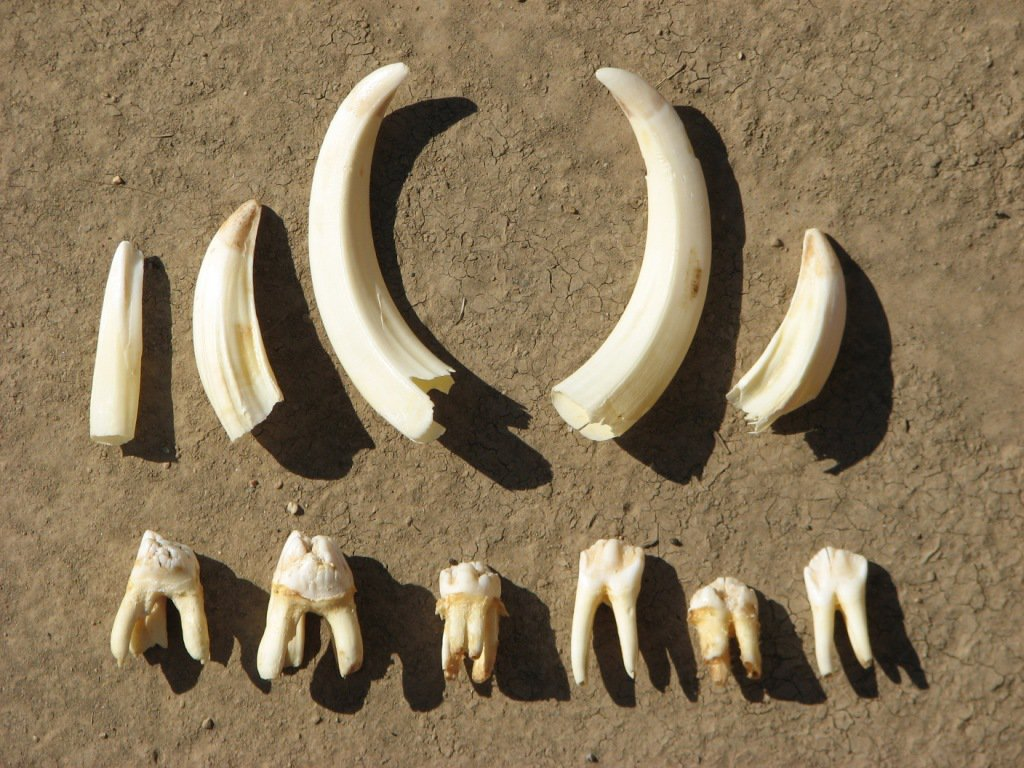
Alguns dentes de um porco doméstico.
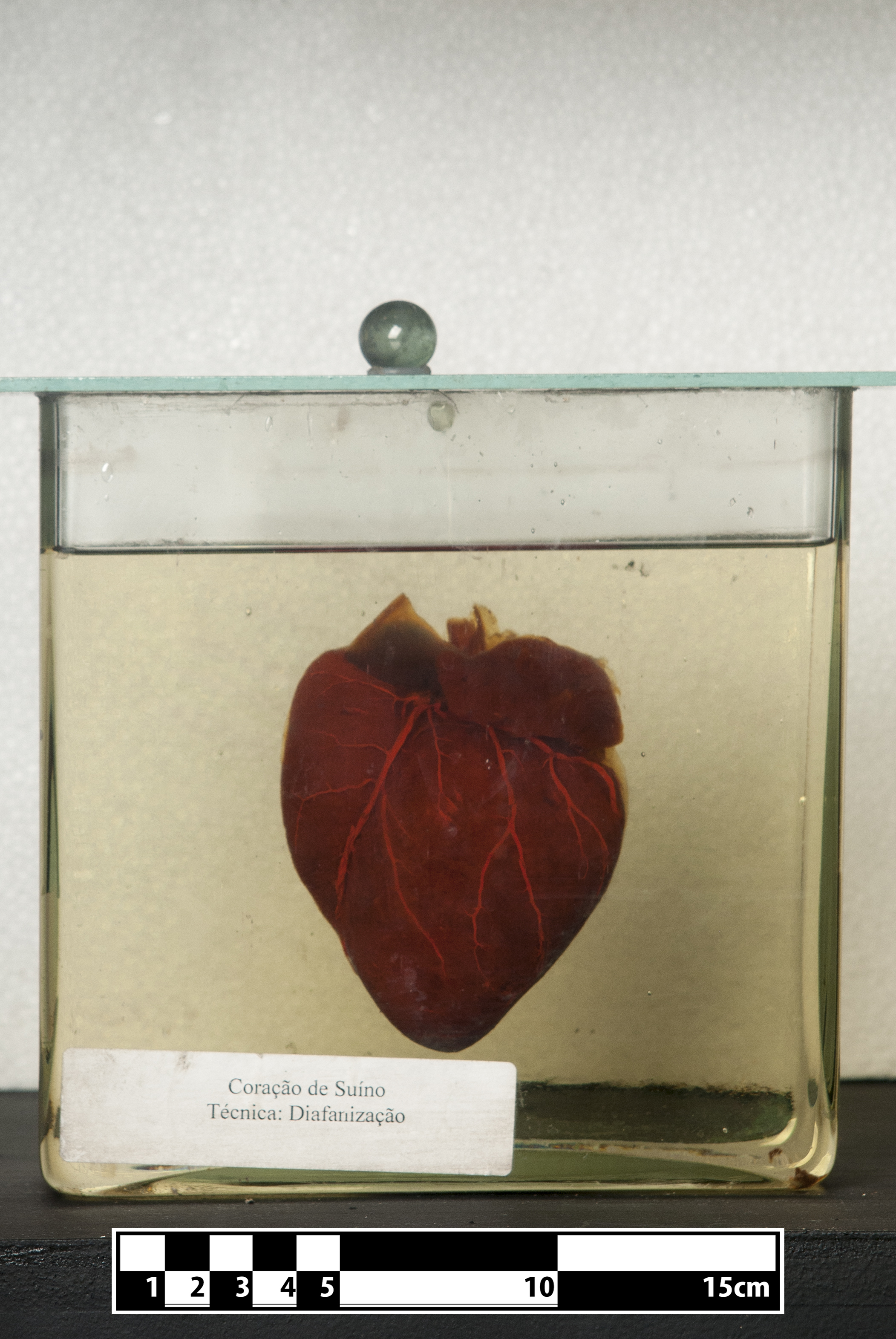
Coração de um porco doméstico. Em exposição no MAV/USP.